# (249160) Urriellu
(249160) Urriellu est un astéroïde de la ceinture principale.

## Description
(249160) Urriellu est un astéroïde de la ceinture principale. Il fut découvert le 25 janvier 2008 à La Cañada par Juan Lacruz. Il présente une orbite caractérisée par un demi-grand axe de 3,07 UA, une excentricité de 0,12 et une inclinaison de 10,6° par rapport à l'écliptique.

## Compléments